# Tria la teva aventura
Tria la teva aventura és el nom d'una sèrie de «llibres jocs» de la dècada del 1980 on el lector assumeix el paper de protagonista i pren les decisions que modifiquen la narració, en un format innovador de narrativa interactiva.
El primer llibre d'aquest tipus va ser Sugarcane Island, escrit el 1969 per Edward Packard, que el va publicar el 1976 a Vermont Crossroads Press. El 1978, Packard juntament amb R.A. Montgomery van signar el contracte amb Bantam Books per iniciar la sèrie de novel·les ja sota el nom Choose Your Own Adventure, de les quals van aconseguir vendre'n més de 250 milions d'exemplars entre 1979 i 1998 i van esdevenir una de les sèries juvenils més populars.
Aquesta va ser la sèrie que Timun Mas va editar a l'Estat espanyol i de la qual va publicar 90 títols en castellà i 78 en català. Timun Mas va editar en paral·lel els mateixos títols en castellà i català en formats idèntics: tapa tova, format de butxaca de 10 x 18 cm, 120-150 pàgines i nombroses il·lustracions en blanc i negre. Per diferenciar els idiomes, els llibres editats en català tenien la coberta blava, mentre que els castellans eren vermells.

## Història
Segons Edward Packard, la idea central de la sèrie va sorgir dels contes per anar a dormir que explicava a les seves filles cada nit. Packard ho va explicar dient: «Els contes giraven al voltant d'un personatge anomenat Pete i les seves aventures en una illa solitària. Una nit en que m'estava quedant sense idees sobre quines altres aventures podia viure en Pete els vaig preguntar que farien elles». Les seves dues filles van proposar diferents camins per a la història i Packard va idear un final per a cada camí. «El que realment em va impactar va ser l'entusiasme amb què van abraçar la idea, i vaig pensar: podria escriure-ho, això!».
Packard va desenvolupar aquesta premissa bàsica en el primer manuscrit, que va titular Les teves aventures a l'illa de la Canya de Sucre. El manuscrit va ser rebutjat per nou editorials diferents, així que va deixar de banda la idea de publicar-ho. Fins que el 1975 va ser capaç de convèncer Ray Montgomery, co-propietari de Vermont Crossroads Press. Sugarcane Island va vendre 8.000 còpies, una gran quantitat per una petita editorial local. La sèrie va ser comercialitzada posteriorment per Pocket Books, on també es va vendre bé, però l'empenta definitiva va arribar quan Montgomery finalment va aconseguir signar un contracte amb Bantam Books. Packard i Montgomery van ser seleccionats per escriure llibres de la sèrie, inclosa la contractació de títols a altres autors.
La sèrie va tenir un gran èxit un cop va començar l'edició de Bantam Books. I sobretot el format va esdevenir tan popular que altres editorials van començar a treballar novel·les interactives, de manera que es va crear un nou gènere de narrativa: els gamebooks o llibre-jocs

## Format de les novel·les
Adreçats a joves d'entre 10 i 14 anys, els llibres estan escrits en segona persona. El protagonista-lector té el paper fonamental a l'aventura de cada llibre: investigador privat, alpinista, pilot de carreres, metge o espia. Les històries són generalment neutres a nivell de gènere, encara que en alguns casos, i sobretot en les il·lustracions, es pot veure com se suposa que el lector és un home (de vegades un nen).
Després de poques pàgines de lectura, el protagonista pot triar entre dues opcions, cadascuna de les quals porta a una part de la història on el lector es troba amb més opcions, i finalment a un dels diversos finals. Tot i que sovint aquest final significa la resolució del misteri, de vegades s'arriba a la mort del protagonista i/o dels seus companys, o el seu arrest o empresonament com a resultat d'una decisió incorrecta. La cerca del millor final és cosa que fa que cada novel·la es llegeixi diverses vegades canviant les decisions que es prenen. De vegades es pot entrar en un bucle que porta sempre a la mateixa pàgina. El cas més curiós és el de la novel·la OVNI 54-40, d'Edward Packard, que tracta de la recerca d'un paradís que ningú no pot trobar. Una de les pàgines del llibre és el final desitjat, on el protagonista troba aquest paradís i viu feliç per sempre, però només es pot trobar si el jugador ignora les regles i cerca en el llibre aleatòriament. Al final es felicita al lector per no seguir les normes per arribar al final feliç.
| « | Les possibilitats són múltiples; algunes eleccions són senzilles, altres assenyades, unes temeràries ... i algunes perilloses. Ets tu qui ha de prendre les decisions. Pots llegir aquest llibre moltes vegades i obtenir resultats diferents. Recorda que tu decideixes l'aventura, que tu ets l'aventura. Si prens una decisió imprudent, torna al principi i comença de nou. No hi ha opcions encertades o errònies, sinó moltes eleccions possibles. | » |

Llista de llibres en la col·lecció original de Timun Mas:
| 1. La cova del temps (Edward Packard)                         |
| 2. Les joies perdudes de Nabooti (R.A. Montgomery)            |
| 3. La teva clau és Jonàs (Edward Packard)                     |
| 4. L´abominable home de les neus (R.A. Montgomery)            |
| 5. Qui va matar H. Thrombey (Edward Packard)                  |
| 6. OVNI 54.40 (Edward Packard)                                |
| 7. El gran rally (R.A. Montgomery)                            |
| 8. El regne subterrani (Edward Packard)                       |
| 9. Més enllà de l´espai (R.A. Montgomery)                     |
| 10. El castell prohibit (Edward Packard)                      |
| 11. Naufragi! (Edward Packard)                                |
| 12. El secret de les piràmides (Richard Brighfield)           |
| 13. Evasió (R.A. Montgomery)                                  |
| 14. Perdut en l'Amazones (R.A. Montgomery - L. Morrill)       |
| 15. Presoner de les formigues (R.A. Montgomery)               |
| 16. El misteri de Chimney Rock (Edward Packard)               |
| 17. L´exprés dels vampirs (Tony Kolz)                         |
| 18. Supervivència en la muntanya (Edward Packard)             |
| 19. El submarí fantasma (Richard Brighfield)                  |
| 20. El cau dels dracs (Richard Brighfield)                    |
| 21. El tresor del galió enfonsat (Julius Goodman)             |
| 22. Odissea a l'hiperespai (Edward Packard)                   |
| 23. Superordinador (Edward Packard)                           |
| 24. La tribu perduda (Louise Munro Foley)                     |
| 25. Patrulla espacial (Julius Goodman)                        |
| 26. Viatge submarí (R.A. Montgomery)                          |
| 27. Amb globus pel Sahara (D. Terman)                         |
| 28. Sabotatge (Jay Laibold)                                   |
| 29. El tron de Zeus (Deborah Lerme Goodman)                   |
| 30. Viatge a Stonehenge (Fred Grover)                         |
| 31. El desafiament d'en Robin Hood (Ellen Kushner)            |
| 32. Et converteixes en un tauró (Edward Packard)              |
| 33. L´ombra mortal (Richard Brighfield)                       |
| 34. El misteri del medalló escocès (Louise Munro Foley)       |
| 35. Caçador de fantasmes (Edward Packard)                     |
| 36. El tresor secret del Tibet (Richard Brighfield)           |
| 37. Safari fotogràfic (Jim Wallace)                           |
| 38. La màgia de l´unicorn (Deborah Lerme Goodman)             |
| 39. Perill a la Terra (R.A. Montgomery)                       |
| 40. Odissea al Gran Canyon (Jay Laibold)                      |
| 41. L´amo del poder maligne (R.A. Montgomery)                 |
| 42. El misteri de l´alberg de l´eco (Louise Munro Foley)      |
| 43. El secret dels ninja (Jay Laibold)                        |
| 44. La sirena perduda (Ann Hodgman)                           |
| 45. El misteri de l´habitació secreta (Ellen Kushner)         |
| 46. La trompeta del terror (Deborah Lerme Goodman)            |
| 47. La cerimònia del té (Shannon Gilligan)                    |
| 48. Més enllà de la frontera (R.A. Montgomery)                |
| 49. El triangle de les bermudes (Deborah Lerme Goodman)       |
| 50. Retorn a la cova del temps (Edward Packard)               |
| 51. La simitarra de plata (Meryl Siegman)                     |
| 52. La maledicció de Batterslea Hall (Richard Brighfield)     |
| 53. El rei de la seda (Shannon Gilligan)                      |
| 54. Mons paral·lels (Jay Laibold)                             |
| 55. El misteri del Rock and Roll (Jim Wallace)                |
| 56. La muntanya de l´àguila (Andres Packard)                  |
| 57. La fletxa fantasma (Julius Goodman)                       |
| 58. La mina de l´ancora (Louise Munro Foley)                  |
| 59. L´illa del terror (Tony Kolz)                             |
| 60. El regne encantat (Ellen Kushner)                         |
| 61. L´illa de la canya de sucre (Edward Packard)              |
| 62. L´arbre dels esperits (Louise Munro Foley)                |
| 63. El misteri de la casa vermella (Louise Munro Foley)       |
| 64. El sortilegi de l´estàtua de la llibertat (Ellen Kushner) |
| 65. El tresor del drac d´Onix (Alison Gilligan)               |
| 66. El campió de monopatí (Edward Packard)                    |
| 67. Dracs xinesos (R.A. Montgomery)                           |
| 68. L´illa del temps (R.A. Montgomery)                        |
| 69. Retorn a l´Atlàntida (R.A. Montgomery)                    |
| 70. El misteri de les pedres sagrades (Louise Munro Foley)    |
| 71. El planeta dels dracs (Richard Brighfield)                |
| 72. La Mona Lisa ha desaparegut (Ramsey Montgomery)           |
| 73. El vampir de l´espai (Edward Packard)                     |
| 74. Éssers microscòpics (Edward Packard)                      |
| 75. Ets un geni (Edward Packard)                              |
| 76. El tren fantasma (Louise Munro Foley)                     |
| 77. La màquina de realitat virtual (Edward Packard)           |
| 78. Terror a Daredevil Park (Sara i Spencer Compton)          |